# Achrioptera manga
Achrioptera manga és una espècie d'insecte fàsmid, coneguts vulgarment com a insectes bastó, del gènere Achrioptera, que només es troba a Madagascar i a l'arxipèlag de les Comores. Els insectes d'aquest gènere se solen barrejar amb el fons, però el manga A. mascle és blau, destacant sobre el fullatge circumdant. És un dels insectes més llargs que hi ha, capaç d'assolir una mida de 24 centímetres.

## Taxonomia
L'epítet «manga» deriva de l'adjectiu malai per a «blau». El primer exemplar d'aquest insecte es va recollir per primera vegada el 2007 i es va identificar erròniament com una variació regional de l'Achrioptera fallax fins que un estudi de 2019 va determinar que era una espècie diferent. Està estretament relacionat amb l'A. fallax, el seu tàxon germà en un arbre filogenètic reunit en el mateix estudi.

## Descripció
Les femelles d'A. manga es diferencien de la majoria d'altres espècies d'Achrioptera per la presència d'un parell de petites espines al prostèrnum. Les femelles tenen unes ales més curtes de 30 mil·límetres amb una regió anal de color negre amb reticulació indistinta i vorejada de vermell fosc. No tenen espines al pronot, però poden tenir fins a deu al cap, generalment dues i rarament quatre al segon segment de l'estèrnum o l'estèrnum II, fins a tres a l'estèrnum III i cap a l'estèrnum IV. També tenen la base vermellosa del cap i les espines del tòrax. Les femelles tenen el cos de 20 a 24 centímetres de llarg i antenes curtes i de color vermell vi.
Els mascles tenen una coloració corporal dorsal blava i parts ventrals taronja dels seus fèmurs. No tenen espines al pronot, prostèrnum i estèrnum IV–VI. La regió anal de les seves ales és de color gris i degrada del vermell clar al rosat, amb reticulacions fosques, a mesura que s'apropa a la punta de les ales. Com les femelles, també tenen antenes. A diferència de les femelles, tenen el cos més prim i curt, de 13 a 14,5 centímetres de llarg.

### Espècies similars
L'A. manga s'assembla molt a l'A. fallax, però es distingeix per la seva coloració blava en oposició a la coloració verda de l'A. fallax. Les femelles d'A. manga també tenen menys espines al cos que les femelles d'A. fallax. Els seus ous també són més prims. Genèticament, tenen diferents gens mitocondrials i nuclears.

## Hàbitat i distribució
A l'inici, només se sabia que es trobava a l'extrem nord de Madagascar, dins de l'àrea protegida de la Montagne des Français i el Foret d'Orangea. Ambdues zones tenen coberta de bosc sec caducifoli. Tot i que ambdues regions solien estar amenaçades per l'explotació forestal intensa, és probable que no estigui en perill crític perquè la Montagne des Français es va protegir el 2016, i el Foret d'Orangea ho va ser poc després.

## Cicle de vida
Aquestes criatures ponen ous com a mitjà de reproducció. En captivitat, els seus ous generalment eclouen entre 120 i 140 dies després de ser posats per les femelles i incubats a temperatura ambient. Els exemplars d'ambdós sexes arriben a la maduresa 4,5-5 mesos després de l'eclosió i els mascles desenvolupen la seva característica coloració blava en una setmana.

## Comportament
L'espècie obre i frega les seves ales (segon parell d'ales) per produir sorolls estridulants quan se'ls amenaça o molesta. Com altres insectes bastó, també tenen glàndules al coll que produeixen substàncies repel·lents per dissuadir-ne la depredació.

### Dieta
En captivitat, s'ha observat que l'espècie consumeix fàcilment fulles d'esbarzer (Rubus spp.), salal (Gaultheria shallon), roure (Quercus spp.), eucaliptus i gerd (Rubus idaeus).

### Reproducció
L'A. manga es reprodueix sexualment. Els mascles comencen a fer intents d'aparellament només després que es desenvolupi la seva coloració blava, la qual cosa suggereix que la seva coloració serveix per atreure una parella.